# Departamento General José de San Martín
General José de San Martín es un departamento ubicado en la provincia de Salta, Argentina.
Tiene una superficie de 18.257 km² y limita al norte y al oeste con el Estado Plurinacional de Bolivia, al este con el departamento de Rivadavia, al sur con el de Orán.

## Historia
El departamento fue creado el 29 de julio de 1948 mediante Ley Provincial 2225 publicada en el Boletín oficial de Salta el 6 de agosto de 1948 Observación: Ley Original 947 Número de Ordenamiento 2225 Según Decreto Ley 538 del 14/06/57 (B.O. del 28/06/57), que ordenó la escisión de los territorios hasta entonces pertenecientes al departamento Orán demarcado en la delimitación territorial de los distritos Municipales de la Provincia de Salta (Ley 2131 del 24 julio del año 1947). Un año más tarde, la ciudad de Tartagal fue oficialmente designada como capital del nuevo departamento.

## Localidades
- Tartagal
- Embarcación
- Salvador Mazza (Pocitos)
- General Mosconi
- Aguaray
- Coronel Cornejo
- Campamento Vespucio
- General Ballivián
- Dragones
- Yacuy
- Misión Chaqueña
- Misión Kilómetro 6
- Hickman
- Campo Durán
- Misión Tierras Fiscales
- Piquirenda
- Tranquitas
- Capiazuti
- Padre Lozano
- Tobantirenda
- Carboncito
- Campichuelo
- Pacará
- Recaredo

## Parajes
- Acambuco
- Angostura
- Barrio EL Jardín de San Martín
- Barrio El Milagro
- Corralito
- El Espinillo
- El Trementinal
- La Quena
- Cuña Muerta
- Madrejones
- Media Luna
- Misión Carboncito
- Misión El Cruce
- Misión Salim
- Yacuy
- Pozo Bravo
- Río Seco
- Senda Hachada
- Senillosa
- Tonono
- Yariguarenda
- Zanja del Tigre

## Demografía
Según el último censo realizado por el INDEC 2010 la población del departamento fue de 156.910 habitantes.
Para el censo 2022 el departamento registró 178.004 habitantes. Esto representó un aumento en la cantidad de personas del 13.4% y un leve incremento de la densidad poblacional respecto del censo anterior que era de 10.9.Estos datos le valieron ser el 3ª departamento con mayor población de la provincia.
|           | 1960   | 1970    | 1980    | 1991    | 2001    | 2010    | 2022    |
| Población | 50.929 | 67.203  | 80.793  | 106.688 | 139.204 | 156.910 | 178.004 |
| Variación | -      | +31,95% | +20,22% | +32,05% | +30,47% |         | +13,4   |

Fuente: Instituto Nacional de Estadísticas y Censos, INDEC

## Población originaria
En el departamento de San Martín habitan diversas poblaciones pertenecientes a pueblos originarios. En la localidad de Campo Durán se encuentra una comunidad perteneciente a la etnia Chané, En la localidad de Mosconí, en los parajes de Media Luna, Trementinal y Madrejones, se halla población de etnia Ava Guaraní.

## Defensa Civil

### Sismicidad
La sismicidad del área de Salta es frecuente y de intensidad baja, y un silencio sísmico de terremotos medios a graves cada 40 años.
- Sismo de 1930: aunque dicha actividad geológica catastrófica, ocurre desde épocas prehistóricas, el terremoto del 24 de diciembre de 1930 (94 años),[6] señaló un hito importante dentro de la historia de eventos sísmicos jujeños, con 6,4 Richter. Pero nada cambió extremando cuidados y/o restringiendo códigos de construcción.[5]
- Sismo de 1948: el 25 de agosto de 1948 (76 años) con 7,0 Richter, el cual destruyó edificaciones y abrió numerosas grietas en inmensas zonas[6][5]
- Sismo de 2010: el 27 de febrero de 2010 (15 años) con 6,1 Richter